# جیمز ال. کرفت
جیمز ال. کرفت (به انگلیسی: James L. Kraft) (زاده ۱۱ دسامبر ۱۸۴۷ - درگذشته ۱۶ فوریه ۱۹۵۳) کارآفرین، مخترع و مدیر ارشد اجرایی کانادایی-آمریکایی آلمانی‌تبار بود، که در سال ۱۹۰۳ شرکت کرفت فودز را تأسیس نمود.